# (16243) Rosenbauer
(16243) Rosenbauer (2000 GO147) – planetoida z pasa głównego asteroid okrążająca Słońce w ciągu 5,61 lat w średniej odległości 3,15 j.a. Odkryta 4 kwietnia 2000 roku.